# ديفيد فنسنت هوبر
ديفيد فنسنت هوبر (بالإنجليزية: David Vincent Hooper)‏ (13 أوت 1915 - ماي 1998) ولد في مدينة ريغايت وهو لاعب وكاتب شطرنج بريطاني، حيـن كان هاويـا تعادل على المركز الخامس في بطولة بريطانيا للشطرنج 1949 بـفيليكستو، وكان بطل بريطانيا للشطرنج بالمراسلة في 1944 والفائز ببطولة لندن للشطرنج في 1948، لعب أولمبياد الشطرنج في هلسنكي سنة 1952.
كان هوبر خبيرا في نهاية اللعب وتاريخ الشطرنج في القرن التاسع عشر، وهو مشهور من كتاباته التي منها: بطل أكسفورد للشطرنج (1992 مع كينيث وايلد)، شتاينتز (هامبورغ 1968 بألمانيا)، دليل بالجيب لنهايات لعب الشطرنج (لندن 1970).

## كتب ألفهـا
- هوبر، ديفيد (1970)، دليل بالجيب لنهايات لعب الشطرنج، Bell & Hyman، ISBN:0-7135-1761-1
- إيوي، ماكس؛ هوبر، ديفيد (1959)، دليل لنهايات الشطرنج، Dover (1976 reprint)، ISBN:0-486-23332-4، مؤرشف من الأصل في 2022-06-01
- هوبر، ديفيد؛ وايلد، كينيث (1992)، بطل أكسفورد للشطرنج، الطبعة الثانية، Oxford University Press، ISBN:0-19-280049-3
- هوبر، ديفيد (1968)، نهاية لعب شطرنج عملية (كتيّب شطرنج)، Law Book Co of Australasia، ISBN:0-7100-5226-X
- كافرتي، بيرنارد؛ هوبر، ديفيد (1979)، دفاع كامل ضد 1.P-K4 : دراسة لدفاع بيتروف (ط. الثانية)، Pergammon Press، ISBN:0-08-024088-7
- كافرتي، بيرنارد؛ هوبر، ديفيد (1981)، دفاع كامل ضد 1.d4 : دراسة لغامبت الملكة مقبول، Pergammon Press، ISBN:0-08-024102-6
- هوبر، ديفيد؛ براندريث، دايل (1975)، كابابلانكا غير المعروف، B.T. Batsford، ISBN:978-0-486-27614-4

## روابط خارجية
- ديفيد فنسنت هوبر على موقع مباريات الشطرنج (الإنجليزية)
- ديفيد فنسنت هوبر على موقع 365Chess.com (الإنجليزية)
- ديفيد فنسنت هوبر سجل أولمبياد الشطرنج على موقع OlimpBase.org (الإنجليزية)